# FBI : Opérations secrètes
FBI : Opérations secrètes (The Handler) est une série télévisée américaine en seize épisodes de 43 minutes, créée par Chris Haddock et dont seulement quatorze épisodes ont été diffusés du 26 septembre 2003 au 30 janvier 2004 sur le réseau CBS.
En France, la série a été diffusée à partir du 10 mai 2004 sur M6, au Québec à partir d'octobre 2004 sur Mystère, et en Belgique sur RTL-TVI.

## Synopsis
Cette série nous montre les missions d'agents du FBI qui travaillent sous couverture. Joe Renato, un agent expérimenté, a sous ses ordres de jeunes recrues qu'il forme à l'infiltration : Lily, Darnell, Heather et Marcy. Les protagonistes interprètent donc des rôles différents dans chaque épisode. Il y a parfois plusieurs missions en parallèle dans un même épisode.

## Distribution
- Joe Pantoliano (VF : Patrick Borg) : Joe Renato
- Anna Belknap (VF : Marie-Eugénie Maréchal) : Lily
- Hill Harper (VF : Axel Kiener) : Darnell
- Lola Glaudini (VF : Ivana Coppola) : Heather
- Tanya Wright (en) (VF : Pauline Brunel) : Marcy

 Source et légende : version française (VF) sur RS Doublage

## Épisodes
1. La Recrue (Pilot)
2. Rock'n roll braqueurs (It's Only Rock and Roll)
3. Mon meilleur rôle (Bruno Comes Back)
4. Sans filet (Body of Evidence)
5. Les Risques du métier (Under Color of Law)
6. Dans la peau d'un tueur (Dirty White Collar)
7. La loi est la loi (Jar of Spiders)
8. Tous en scène ! (Hardcore)
9. Frères d’armes (Big Stones)
10. Simulations (Homewrecker's Ball)
11. Un mauvais film (Off the Edge)
12. En aveugle (Bleak House)
13. Le Piège (Acts of Congress)
14. On achève bien les chevaux (Give Daddy Some Sugar)
15. Un beau mariage (The Wedding Party)
16. On ne joue plus (The Big Fall)

## Commentaires
N'ayant pas obtenu immédiatement une forte audience aux États-Unis, cette série a été arrêtée au bout d'une seule saison, les deux derniers épisodes n'ayant même pas été diffusés aux États-Unis.